# Das Schweigen der Klemmen
Das Schweigen der Klemmen (Originaltitel: The Silence of the Clamps) ist eine Episode der US-amerikanischen Science-Fiction-Zeichentrickserie Futurama. Ihre Erstausstrahlung war am 14. Juli 2011 beim US-Sender Comedy Central; die deutsche Synchronfassung war erstmals am 28. April 2012 bei ProSieben zu sehen. Das Werk wurde mit einem Emmy ausgezeichnet und war für einen WGA Award nominiert.

## Handlung
Bei einem Stelldichein mit Bella, einer Tochter des Robotermafiabosses Donbot, wird Bender Zeuge eines Überfalls der Robotermafia auf Calculon. Im Rahmen eines Zeugenschutzprogramms wird Bender vor der Robotermafia nach seiner Aussage in Sicherheit gebracht. Um seinen Aufenthaltsort herauszufinden, heuert Klemmer, ein Untergebener des Donbots, bei Planet Express an. Die Planet-Express-Crew macht auf dem Mond Bender durch Zufall vermeintlich ausfindig. Der Gefundene überlebt den Angriff der Robotermafia, wird aber von der eifersüchtigen Bella erschossen. Als die Crew Bender tatsächlich in einer Pizzeria findet, stellt sich heraus, dass der Getötete ein anderer, baugleicher Roboter war. Da Bender nun nicht mehr auf der Todesliste der Robotermafia steht, kann er an seinen Arbeitsplatz zurückkehren.

## Produktion
Als 14. Episode der sechsten Produktionsstaffel ist Das Schweigen der Klemmen die insgesamt 102. Episode von Futurama. Für das Drehbuch zeichnet Eric Rogers verantwortlich. Regie führte Frank Marino. Die Sprecher der Hauptcharaktere übernahmen teilweise auch Sprechrollen von Nebenfiguren.

## Veröffentlichung
Die Episode wurde am 14. Juli 2011 vom US-amerikanischen Fernsehsender Comedy Central veröffentlicht. Sie war die 14. Folge der siebten Sendestaffel, die der sechsten Produktionsstaffel entspricht (vgl. hierzu Erstausstrahlung von Futurama). Die deutsche Synchronfassung wurde erstmals am 28. April 2012 auf ProSieben gesendet.

## Auszeichnungen

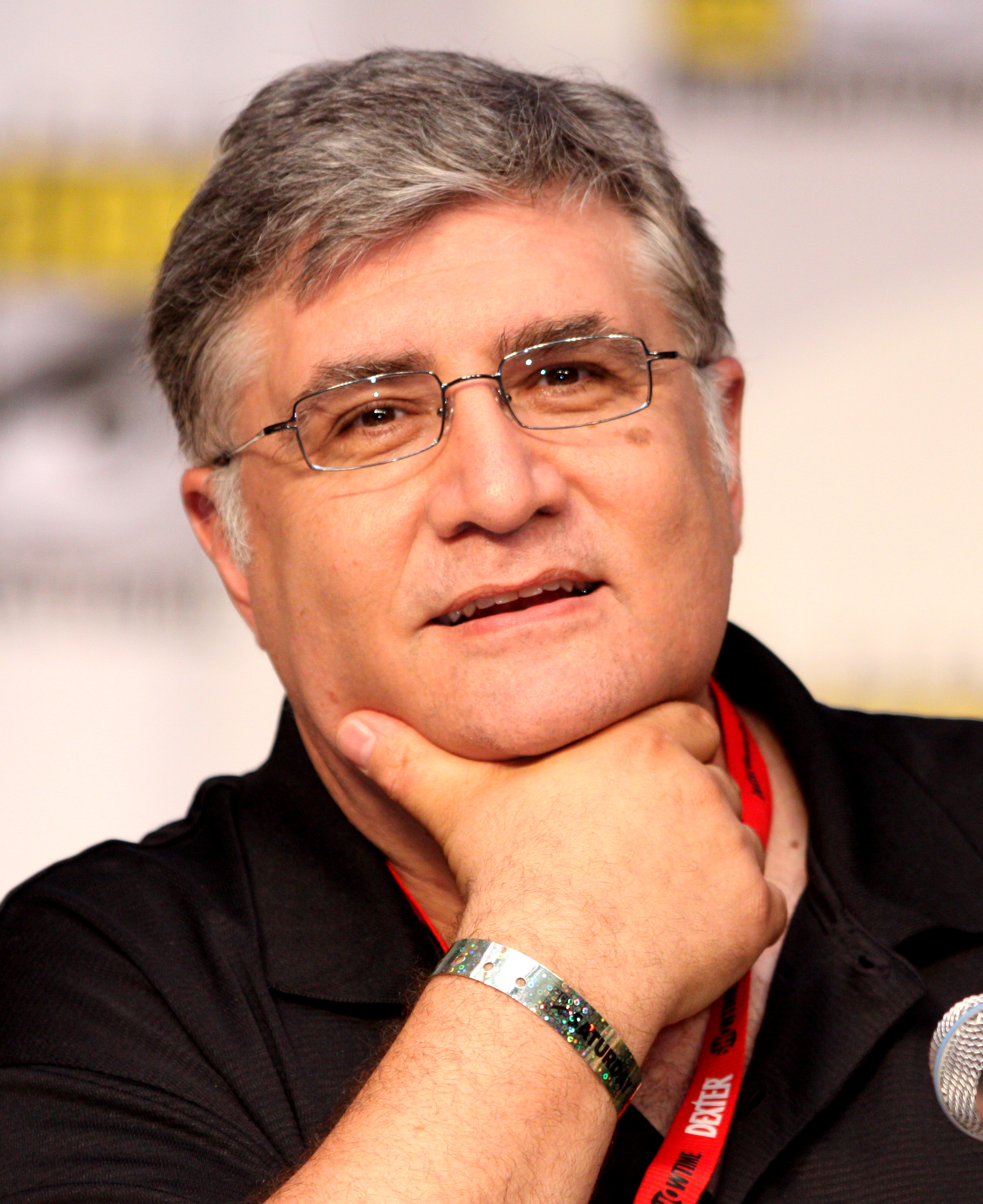
Sprecher Maurice LaMarche erhielt einen Emmy für seine Arbeit an dieser Episode

Bei der Primetime-Emmy-Verleihung 2012 wurde Maurice LaMarche für seine Leistungen als Sprecher der Rollen Calculon, Klemmer, Donbot, Hedonismusbot, Hyperchicken und Morbo in dieser Episode mit dem Emmy in der Kategorie Outstanding Voice-Over Performance geehrt. Es war der zweite Emmy für LaMarche, der bereits im Jahr davor diese Kategorie mit der Futurama-Episode Velrrrückt nach Ndndir gewonnen hatte.
Für das Drehbuch zu der Episode war Autor Eric Rogers für einen WGA Award in der Kategorie Animation nominiert, der Preis ging allerdings an Die Simpsons, die in dieser Kategorie vier von sechs Nominierungen stellten.